# Taye Taiwo
Taye Ismaila Taiwo (Lagos, 1985. április 16. –) nigériai labdarúgó, jelenleg a Rovaniemen PS csapatában futballozik.

## Pályafutása
Taiwo a Gabros Internationelben kezdte a pályafutását 2003-ban, majd a Lobi Starshoz került. Itt mindössze egy évet töltött, mielőtt a Bixente Lizarazu utódját kereső Olympique Marseille lecsapott rá. Jó védőmunkája mellett bombaerős lövésekre is képes, amivel hamar megkedveltette magát a szurkolókkal. 2010. március 21-én győztes gólt szerzett az Olympique Lyon ellen, majd egy hónappal később az US Boulogne ellen is az ő találata döntött. A 2009/10-es szezonban aranyérmet nyert a Marseille-jel. 2011. május 9-én hároméves szerződést írt alá az olasz AC Milan-nal. 2012 elején olasz klubja Angliába adta kölcsön a QPR-nek.

## Válogatott
Taiwo részt vett a 2005-ös U20-as vb-n, ahol Nigéria a döntőig jutott, de ott 2-1-es vereséget szenvedett Argentína ellen. Taiwo két gólt szerzett a tornán. A felnőtt válogatottal részt vett a 2006-os, a 2008-as és a 2010-es afrikai nemzetek kupáján. Behívót kapott a 2010-es világbajnokságra is.

## Külső hivatkozások
- Franciaországi statisztikái
- Válogatottbeli statisztikái Archiválva 2007. december 13-i dátummal a Wayback Machine-ben

## Fordítás
- Ez a szócikk részben vagy egészben  a   Taye Taiwo című angol Wikipédia-szócikk fordításán alapul.  Az eredeti cikk szerkesztőit annak laptörténete sorolja fel. Ez a jelzés csupán a megfogalmazás eredetét és a szerzői jogokat jelzi, nem szolgál a cikkben szereplő információk forrásmegjelöléseként.